# Aenictoteratini
Aenictoteratini (лат.) — триба мирмекофильных коротконадкрылых жуков из подсемейства Aleocharinae. Юго-Восточная Азия (Вьетнам, Индонезия, Китай, Малайзия, Таиланд, Филиппины), Австралия. Включает 10 родов и 17 видов.

## Описание
Мелкие коротконадкрылые жуки. Для представителей этой трибы характерна следующая комбинация признаков (Kistner 1993): увеличенный первый членик усиков, плотную и выраженную многоугольную микроскульптуру 2-го и 3-го члеников усиков, базальные сегменты брюшка, стянутые в петиоль, и 4-7-й сегменты брюшка, увеличенные в виде «псевдогастера». В настоящее время племя включает некоторые из наиболее сильно модифицированных «мирмекоидных» (муравьевидных) форм тела, встречающихся среди Staphylinidae (Maruyama & Parker, 2017). Упомянутые признаки усиков обычны у ряда других триб Aleocharinae, особенно у Lomechusini. Поскольку «псевдогастер» связан с мирмекоидной формой тела, а также встречается в других трибах, особенно в тех, которые связаны с кочевыми муравьями, все эти состояния признаков, очевидно, высоко гомопластичны и не поддерживают монофилию Aenictoteratini (Maruyama, 2008). Мирмекофильная группа, связанная с кочевыми муравьями Старого Света: Aenictus.

## Систематика
Триба Aenictoteratini включает 10 родов и около 17 видов. В некоторых классификациях триба включает только три рода (Aenictocupidus, Aenictoteras, Rosciszewskia) из нескольких изначально включенных в неё Кистнером в 1993 и 1997 годах. В 2011 году (Hlaváč et al. 2011) роды Aenictophila, Mimaenictus, Procantonnetia, Steysborgia и Weissflogia были перенесены из Aenictoteratini в подтрибу Myrmedoniina из трибы Lomechusini, по причине сходства строения вытянутого галеа, синапоморфного с Lomechusini. Немонофилия Aenictoteratini была также отмечена в предварительном филогенетическом анализе с использованием морфологических данных и mtDNA, проведённом Маруямой в 2008 году, в и тоге оставившем в Aenictoteratini только Aenictoteras, Rosciszewskia и Giraffaenictus. В молекулярно-филогенетическом исследовании Маруямы и Паркера (2017) в анализ были включены пять родов Aenictoteratini, которые были обнаружены вложенными в кладу APL (Athetini-Pygostenini-Lomechusini). Из них четыре рода сформировали кладу, сестринскую по отношению к Geostibini, а один род, Giraffaenictus, был сестринским по отношению к роду Dorylophila из Mimanommatini (как Dorylophilus в статье) в кладе «Pygostenini». Округлая и укороченная боковая аподема лабиума, одна из двух аутапоморфий, упомянутых в статье, является общим признаком «настоящих Lomechusini».
В 2021 году в ходе филогенетического анализа триб из подсемейства Aleocharinae таксон Aenictoteratini был включен в крупнейшую кладу триб APL (Athetini — Pygostenini — Lomechusini; 22 трибы, 8990 видов), которая в свою очередь образует сестринскую группу с кладой MPO (Myllaenini- Pronomaeini- Oxypodinini; 9 триб, 714 видов).
- Aenictobia Seevers, 1953[7][8][9]
- Aenictocupidus Kistner, 1993[4]
- Aenictolixa Kistner, 2009[10]
- Aenictoteras Wheeler, 1932[11]
- Dentaphila Kistner, 1997[12] (=Derougemontius)[13]
- Giraffaenictus Maruyama, 2008[14][15]
- Rosciszewskia Kistner, 1993[4]
- Tobiissima Kistner, 1997[12]
- Trichotobia Kistner, 1997[12]
- Weiria Ashe, 2003[16]